# 宇田川修一
宇田川 修一（うだがわ しゅういち、1963年12月21日 - ）は、山陰放送 (BSS) のアナウンサー、ラジオ総局放送制作部長、テレビプロデューサー。

## 来歴
鳥取県米子市出身。鳥取県立米子東高等学校、滋賀大学卒業。高校時代には硬式野球に打ち込み、大学時代には合気道部の主将を務めていた。合気道2段の資格を持つ。
一人っ子であることから、大学卒業後は地元の鳥取で就職しようと考え、就職情報誌で山陰放送の社員募集広告を見つけ、問い合わせたところ「今募集しているのはアナウンサーだけ」と言われたが、人と触れ合うことが得意でなかったことで、営業職などを外していったら「ここしか残らなかった」ことと、当時交際していた彼女から「とても良い声」と言われたことで、アナウンサーでの受験を決意する。なお、学生時代は放送局に就職することは全く考えていなかったが、表向きの理由は高校野球のラジオ実況をしてみたかったということだったという。
大学を卒業後、1986年に山陰放送に入社。後日、アナウンサー試験の時の試験官から「お前を採用したのは賭けだったんだ」と言われたという。
入社間もない1986年秋ごろ、自らも高校生時代にリスナーとして聴いていた『ミッドナイトパートナー』の1987年4月からのパーソナリティ就任が決まり、その時に前任者の角谷敏朗から「お前みたいなやつが入って来るのを待っていたんだ」と言われたという。

## 人物
趣味はトライアスロン。毎年トライアスロンの大会に出場し、好成績を残している。

## 担当番組

### ラジオ番組
- 宇田川修一のミッドナイトパートナー（1987年 - 1998年） - 4代目パーソナリティ
- おはようアラカルト[1]
- ラジオでキャッチ（1989年 - 1997年）
- 自由ほんぽーおしゃべり本舗（2005年 - 2006年）
- ご近所わいど 今日もハレルヤ！（2006年 - 2008年）
- 中四国ライブネット（2007年 - ） - 不定期出演
- かっとばし金曜日（2013年 - 2016年）
- ニチナビ!
- あさスタ♪（2016年 - ）
- なまラテ（2020年 - 2021年）
- BSSニュース
- 音楽の風車 - 不定期出演（日曜日は収録出演）
- Mポイント - 不定期出演
- 午後はドキドキ!（2022年4月 - 2024年3月）

### テレビ番組
- スポーツはやしDoスポーツNo.1[1]
- 土曜日の生たまご（1992年 - 2000年）
- テレポート山陰（2000年 - 2005年、2008年 - 2019年）
- なまラテ（2020年 - 2021年）
- BSSニュース